# Elisabeth Wandscherer
Elisabeth Wandscherer (overleden 12 juni 1535) was een Nederlandse Anabaptiste.
Ze woonde in Münster tijdens het bewind van Jan van Leiden en werd door hem als een van zijn zestien echtgenotes gekozen in juni 1534, toen hij polygamie voor mannen introduceerde. Tijdens de hongersnood van 1535 bekritiseerde ze openlijk Jan van Leiden door te zeggen, dat het niet de wil van God zou kunnen zijn dat het publiek moest verhongeren, terwijl hij en zijn hofhouding in luxe leefden. Ze gaf de sieraden die Jan haar had gegeven terug en vroeg om de stad te mogen verlaten. Hij weigerde, liet haar arresteren en executeerde haar (persoonlijk, zo zegt de legende) door onthoofding op 12 juni 1535. Haar executie werd vaak gebruikt in propaganda tegen de Anabaptisten.